# Portugália a 2008. évi nyári olimpiai játékokon
Portugália a kínai Pekingben megrendezett 2008. évi nyári olimpiai játékok egyik részt vevő nemzete volt. Az országot az olimpián 16 sportágban 77 sportoló képviselte, akik összesen 2 érmet szereztek.

## Érmesek
| Érem  | Versenyző         | Sportág  | Versenyszám       |
| ----- | ----------------- | -------- | ----------------- |
| Arany | Nelson Évora      | Atlétika | Férfi hármasugrás |
| Ezüst | Vanessa Fernandes | Triatlon | Női               |

## Asztalitenisz
Férfi
| Versenyző      | Versenyszám | Selejtező         | 64-es főtábla                                                  | 48-as főtábla                                      | 32-es főtábla     | Nyolcaddöntő      | Negyeddöntő       | Elődöntő          | Döntő             | Helyezés |
| Versenyző      | Versenyszám | Ellenfél Eredmény | Ellenfél Eredmény                                              | Ellenfél Eredmény                                  | Ellenfél Eredmény | Ellenfél Eredmény | Ellenfél Eredmény | Ellenfél Eredmény | Ellenfél Eredmény | Helyezés |
| -------------- | ----------- | ----------------- | -------------------------------------------------------------- | -------------------------------------------------- | ----------------- | ----------------- | ----------------- | ----------------- | ----------------- | -------- |
| Tiago Apolónia | Egyes       |                   | Luis Lin (DOM) · 11-2, 11-11, 4-11, 5-11, 10-12                | kiesett                                            | kiesett           | kiesett           | kiesett           | kiesett           | kiesett           | 49.      |
| Marco Freitas  | Egyes       |                   | Esz-Szajjed Lásín (EGY) · 10-12, 11-4, 11-8, 11-8, 11-6,       | Yang Zi (SIN) · 4-11, 11-6, 11-2, 3-11, 9-11, 6-11 | kiesett           | kiesett           | kiesett           | kiesett           | kiesett           | 33.      |
| João Monteiro  | Egyes       |                   | Segun Toriola (NGR) · 11-5, 7-11, 7-11, 11-5, 9-11, 11-9, 7-11 | kiesett                                            | kiesett           | kiesett           | kiesett           | kiesett           | kiesett           | 49.      |

## Atlétika
Férfi
| Francis Obikwelu  | 100 m           | 10,25         | 1.            | 12.           | 10,09   | 3.      | 9.*     | 10,10   | 6.      | 11.     | kiesett       | kiesett       | kiesett | kiesett | kiesett |
| Francis Obikwelu  | 200 m           | nem indult el | nem indult el | nem indult el | kiesett | kiesett | kiesett | kiesett | kiesett | kiesett | kiesett       | kiesett       |         |         |         |
| Arnaldo Abrantes  | 200 m           | 21,46         | 8.            | 52.           | kiesett | kiesett | kiesett | kiesett | kiesett | kiesett | kiesett       | kiesett       |         |         |         |
| Rui Pedro Silva   | 10 000 m        |               |               |               |         |         |         |         |         |         | 29:09,03      | 34.           |         |         |         |
| Edivaldo Monteiro | 400 m gát       | 49,89         | 6.            | 20.           | kiesett | kiesett | kiesett | kiesett | kiesett | kiesett | kiesett       | kiesett       |         |         |         |
| Alberto Paulo     | 3000 m akadály  | 8:39,11       | 11.           | 34.           |         |         |         |         |         |         | kiesett       | kiesett       |         |         |         |
| João Vieira       | 20 km gyaloglás |               |               |               |         |         |         |         |         |         | 1:25:05       | 32.           |         |         |         |
| Sérgio Vieira     | 20 km gyaloglás |               |               |               |         |         |         |         |         |         | 1:29:51       | 45.           |         |         |         |
| Augusto Cardoso   | 50 km gyaloglás |               |               |               |         |         |         |         |         |         | 4:09:00       | 40.           |         |         |         |
| António Pereira   | 50 km gyaloglás |               |               |               |         |         |         |         |         |         | 3:48:12       | 11.           |         |         |         |
| João Vieira       | 50 km gyaloglás |               |               |               |         |         |         |         |         |         | nem indult el | nem indult el |         |         |         |
| Paulo Gomes       | Maraton         |               |               |               |         |         |         |         |         |         | 2:18:15       | 30.           |         |         |         |
| Hélder Ornelas    | Maraton         |               |               |               |         |         |         |         |         |         | 2:23:20       | 46.           |         |         |         |

| Versenyző    | Versenyszám | Selejtező | Selejtező | Döntő    | Döntő    |
| Versenyző    | Versenyszám | Eredmény  | Helyezés  | Eredmény | Helyezés |
| ------------ | ----------- | --------- | --------- | -------- | -------- |
| Marco Fortes | Súlylökés   | 18,05 m   | 38.       | kiesett  | kiesett  |
| Nelson Évora | Hármasugrás | 17,34 m   | 2.        | 17,67 m  |          |

Női
| Versenyző        | Versenyszám     | Előfutam | Előfutam | Előfutam | Negyeddöntő | Negyeddöntő | Negyeddöntő | Elődöntő | Elődöntő | Elődöntő | Döntő         | Döntő         |
| Versenyző        | Versenyszám     | Idő      | Hely.    | Össz.    | Idő         | Hely.       | Össz.       | Idő      | Hely.    | Össz.    | Idő           | Helyezés      |
| ---------------- | --------------- | -------- | -------- | -------- | ----------- | ----------- | ----------- | -------- | -------- | -------- | ------------- | ------------- |
| Carmo Tavares    | 800 m           | 2:01,91  | 5.       | 22.      | kiesett     | kiesett     | kiesett     | kiesett  | kiesett  | kiesett  | kiesett       | kiesett       |
| Jéssica Augusto  | 5000 m          | 16:05,71 | 14.      | 26.      | kiesett     | kiesett     | kiesett     | kiesett  | kiesett  | kiesett  | kiesett       | kiesett       |
| Jéssica Augusto  | 3000 m akadály  | 9:30,23  | 5.       | 20.      |             |             |             |          |          |          | kiesett       | kiesett       |
| Clarisse Cruz    | 3000 m akadály  | 9:49,45  | 15.      | 34.      |             |             |             |          |          |          | kiesett       | kiesett       |
| Sara Moreira     | 3000 m akadály  | 9:34,39  | 10.      | 22.      |             |             |             |          |          |          | kiesett       | kiesett       |
| Ana Cabecinha    | 20 km gyaloglás |          |          |          |             |             |             |          |          |          | 1:27:46       | 8.            |
| Susana Feitor    | 20 km gyaloglás |          |          |          |             |             |             |          |          |          | nem ért célba | nem ért célba |
| Vera Santos      | 20 km gyaloglás |          |          |          |             |             |             |          |          |          | 1:28:14       | 9.            |
| Marisa Rodrigues | Maraton         |          |          |          |             |             |             |          |          |          | 2:34:08       | 32.           |
| Ana Dias         | Maraton         |          |          |          |             |             |             |          |          |          | 2:36:25       | 46.           |
| Inês Monteiro    | Maraton         |          |          |          |             |             |             |          |          |          | nem ért célba | nem ért célba |

| Versenyző      | Versenyszám   | Selejtező | Selejtező | Döntő    | Döntő    |
| Versenyző      | Versenyszám   | Eredmény  | Helyezés  | Eredmény | Helyezés |
| -------------- | ------------- | --------- | --------- | -------- | -------- |
| Naide Gomes    | Távolugrás    | 629 cm    | 31.       | kiesett  | kiesett  |
| Sandra Tavares | Rúdugrás      | 430 cm    | 19.*      | kiesett  | kiesett  |
| Vânia Silva    | Kalapácsvetés | 59,42 m   | 46.       | kiesett  | kiesett  |
| Silvia Cruz    | Gerelyhajítás | 57,06 m   | 24.       | kiesett  | kiesett  |

* - két másik versenyzővel azonos időt/eredményt ért el

## Cselgáncs
Férfi
| Versenyző  | Versenyszám | Selejtező                             | 32-es főtábla                      | Nyolcaddöntő                     | Negyeddöntő                    | Elődöntő          | Vigaszág első kör                  | Vigaszág negyeddöntő              | Vigaszág elődöntő | Bronz- mérkőzés   | Döntő             | Helyezés |
| Versenyző  | Versenyszám | Ellenfél Eredmény                     | Ellenfél Eredmény                  | Ellenfél Eredmény                | Ellenfél Eredmény              | Ellenfél Eredmény | Ellenfél Eredmény                  | Ellenfél Eredmény                 | Ellenfél Eredmény | Ellenfél Eredmény | Ellenfél Eredmény | Helyezés |
| ---------- | ----------- | ------------------------------------- | ---------------------------------- | -------------------------------- | ------------------------------ | ----------------- | ---------------------------------- | --------------------------------- | ----------------- | ----------------- | ----------------- | -------- |
| Pedro Dias | Harmatsúly  |                                       | Ludwig Ortíz (VEN) · 0100-0001     | João Derly (BRA) · 0101-0010     | Pak Csholmin (PRK) · 0000-0002 |                   |                                    | Giovanni Casale (ITA) · 0001-1001 | kiesett           | kiesett           |                   | 9.       |
| João Neto  | Váltósúly   | Szaba Gavaselisvili (GEO) · 1010-0000 | Edmond Topalli (ALB) · 1001-0000   | Oscar Cárdenas (CUB) · 1000-0000 | Kim Dzsebom (KOR) · 0000-0001  |                   |                                    | Robert Krawczyk (POL) · 0000-1000 | kiesett           | kiesett           |                   | 9.       |
| João Pina  | Könnyűsúly  |                                       | Nicholas Tritton (CAN) · 0010-0000 | Ali Malumát (IRI) · 0001-0111    |                                |                   | Kanamaru Júszuke (JPN) · 0010-0011 | kiesett                           | kiesett           | kiesett           |                   | 13.      |

Női
| Versenyző      | Versenyszám | Selejtező                               | Nyolcaddöntő                      | Negyeddöntő                       | Elődöntő          | Vigaszág első kör | Vigaszág negyeddöntő               | Vigaszág elődöntő                    | Bronz- mérkőzés   | Döntő             | Helyezés |
| Versenyző      | Versenyszám | Ellenfél Eredmény                       | Ellenfél Eredmény                 | Ellenfél Eredmény                 | Ellenfél Eredmény | Ellenfél Eredmény | Ellenfél Eredmény                  | Ellenfél Eredmény                    | Ellenfél Eredmény | Ellenfél Eredmény | Helyezés |
| -------------- | ----------- | --------------------------------------- | --------------------------------- | --------------------------------- | ----------------- | ----------------- | ---------------------------------- | ------------------------------------ | ----------------- | ----------------- | -------- |
| Ana Hormigo    | Légsúly     | Khumudzsám Tombi Dévi (IND) · 1011-0000 | Pak Okszong (PRK) · 0000-0100     |                                   |                   |                   | Kelbet Nurgazina (KAZ) · 0002-0001 | Ljudmila Bogdanova (RUS) · 0010-0100 | kiesett           |                   | 7.       |
| Telma Monteiro | Harmatsúly  |                                         | Anna Haritonova (RUS) · 0211-0000 | Hszien Tung-mej (CHN) · 0010-1011 |                   |                   | Ana Carrascosa (ESP) · 0001-0101   | kiesett                              | kiesett           |                   | 9.       |

## Evezés
Férfi
| Versenyző               | Versenyszám              | Előfutam | Előfutam | Vigaszág | Vigaszág | Elődöntő | Elődöntő | Elődöntő | Döntő | Döntő   | Döntő | Helyezés |
| Versenyző               | Versenyszám              | Idő      | Hely.    | Idő      | Hely.    | Típus    | Idő      | Hely.    | Típus | Idő     | Hely. | Helyezés |
| ----------------------- | ------------------------ | -------- | -------- | -------- | -------- | -------- | -------- | -------- | ----- | ------- | ----- | -------- |
| Nuno Mendes Pedro Fraga | Könnyűsúlyú kétpárevezős | 6:24,35  | 3.       | 6:39,07  | 1.       | A/B      | 6:39,23  | 6.       | B     | 6:28,47 | 2.    | 8.       |

## Íjászat
Férfi
| Versenyző  | Versenyszám | Selejtező | Selejtező | 64-es főtábla                     | 32-es főtábla     | Nyolcaddöntő      | Negyeddöntő       | Elődöntő          | Döntő             | Helyezés |
| Versenyző  | Versenyszám | Pont      | Kiemelt   | Ellenfél Eredmény                 | Ellenfél Eredmény | Ellenfél Eredmény | Ellenfél Eredmény | Ellenfél Eredmény | Ellenfél Eredmény | Helyezés |
| ---------- | ----------- | --------- | --------- | --------------------------------- | ----------------- | ----------------- | ----------------- | ----------------- | ----------------- | -------- |
| Nuno Pombo | Egyéni      | 650       | 42.       | Yusuf Ergin (TUR) (23.) · 103-106 | kiesett           | kiesett           | kiesett           | kiesett           | kiesett           | 50.*     |

* - egy másik versenyzővel azonos eredményt ért el

## Kajak-kenu

### Síkvízi
Férfi
| Versenyző     | Versenyszám        | Előfutam | Előfutam | Előfutam | Elődöntő | Elődöntő | Elődöntő | Döntő   | Döntő    |
| Versenyző     | Versenyszám        | Idő      | Hely.    | Össz.    | Idő      | Hely.    | Össz.    | Idő     | Helyezés |
| ------------- | ------------------ | -------- | -------- | -------- | -------- | -------- | -------- | ------- | -------- |
| Emanuel Silva | Kajak egyes 500 m  | 1:42,513 | 6.       | 22.      | 1:45,985 | 5.       | 17.      | kiesett | kiesett  |
| Emanuel Silva | Kajak egyes 1000 m | 3:31,843 | 4.       | 9.       | 3:34,508 | 4.       | 10.      | kiesett | kiesett  |

Női
| Versenyző                      | Versenyszám        | Előfutam | Előfutam | Előfutam | Elődöntő | Elődöntő | Elődöntő | Döntő   | Döntő    |
| Versenyző                      | Versenyszám        | Idő      | Hely.    | Össz.    | Idő      | Hely.    | Össz.    | Idő     | Helyezés |
| ------------------------------ | ------------------ | -------- | -------- | -------- | -------- | -------- | -------- | ------- | -------- |
| Teresa Portela                 | Kajak egyes 500 m  | 1:53,761 | 6.       | 17.      | 1:54,831 | 6.       | 13.      | kiesett | kiesett  |
| Beatriz Gomes Helena Rodrigues | Kajak kettes 500 m | 1:47,588 | 7.       | 15.      | 1:46,021 | 5.       | 11.      | kiesett | kiesett  |

## Kerékpározás

### Országúti kerékpározás
Férfi
| Versenyző     | Versenyszám   | Idő               | Helyezés |
| ------------- | ------------- | ----------------- | -------- |
| André Cardoso | Mezőnyverseny | 06:39:42 (+15:53) | 71.      |
| Nuno Ribeiro  | Mezőnyverseny | 06:26:17 (+2:28)  | 27.      |

## Lovaglás
Díjlovaglás
| Versenyző                               | Ló                                | Versenyszám | 1. kör       | 1. kör       | 2. kör       | 2. kör       | 3. kör       | 3. kör       | Végeredmény  | Végeredmény  |
| Versenyző                               | Ló                                | Versenyszám | Pont         | Hely.        | Pont         | Hely.        | Pont         | Hely.        | Pont         | Helyezés     |
| --------------------------------------- | --------------------------------- | ----------- | ------------ | ------------ | ------------ | ------------ | ------------ | ------------ | ------------ | ------------ |
| Miguel Duarte                           | Oxalis                            | Egyéni      | visszalépett | visszalépett | visszalépett | visszalépett | visszalépett | visszalépett | visszalépett | visszalépett |
| Carlos Pinto                            | Notavel                           | Egyéni      | 61,708       | 38.          | kiesett      | kiesett      | kiesett      | kiesett      | kiesett      | kiesett      |
| Daniel Pinto                            | Galopin de la Font                | Egyéni      | 63,083       | 32.          | kiesett      | kiesett      | kiesett      | kiesett      | kiesett      | kiesett      |
| Miguel Duarte Carlos Pinto Daniel Pinto | Oxalis Notavel Galopin de la Font | Csapat      |              |              |              |              |              |              | visszalépett | visszalépett |

## Sportlövészet
Férfi
| Versenyző       | Versenyszám    | Selejtező | Selejtező | Döntő   | Döntő    |
| Versenyző       | Versenyszám    | Pont      | Helyezés  | Pont    | Helyezés |
| --------------- | -------------- | --------- | --------- | ------- | -------- |
| João Costa      | Légpisztoly    | 579       | 17.       | kiesett | kiesett  |
| João Costa      | Szabadpisztoly | 549       | 32.       | kiesett | kiesett  |
| Manuel da Silva | Trap           | 111       | 27.       | kiesett | kiesett  |

## Taekwondo
Férfi
| Versenyző   | Versenyszám | Nyolcaddöntő                       | Negyeddöntő       | Elődöntő          | Vigaszág elődöntő       | Bronz- mérkőzés   | Döntő             | Helyezés |
| Versenyző   | Versenyszám | Ellenfél Eredmény                  | Ellenfél Eredmény | Ellenfél Eredmény | Ellenfél Eredmény       | Ellenfél Eredmény | Ellenfél Eredmény | Helyezés |
| ----------- | ----------- | ---------------------------------- | ----------------- | ----------------- | ----------------------- | ----------------- | ----------------- | -------- |
| Pedro Póvoa | Légsúly     | Yulis Gabriel Mercedes (DOM) · 0-3 |                   |                   | Chu Mu-Yen (TPE) · -1-1 | kiesett           |                   | 7.       |

## Tollaslabda
| Versenyző        | Versenyszám | Selejtező                             | 32-es főtábla     | Nyolcaddöntő      | Negyeddöntő       | Elődöntő          | Bronz- mérkőzés   | Döntő             | Helyezés |
| Versenyző        | Versenyszám | Ellenfél Eredmény                     | Ellenfél Eredmény | Ellenfél Eredmény | Ellenfél Eredmény | Ellenfél Eredmény | Ellenfél Eredmény | Ellenfél Eredmény | Helyezés |
| ---------------- | ----------- | ------------------------------------- | ----------------- | ----------------- | ----------------- | ----------------- | ----------------- | ----------------- | -------- |
| Marco Vasconcelo | Férfi egyes | Anúp Sridhar (IND) · 16-21, 14-21     | kiesett           | kiesett           | kiesett           | kiesett           | kiesett           | kiesett           | 33.      |
| Ana Moura        | Női egyes   | Jeanine Cicognini (SUI) · 9-21, 13-21 | kiesett           | kiesett           | kiesett           | kiesett           | kiesett           | kiesett           | 33.      |

## Torna

### Trambulin
| Versenyző       | Versenyszám | Selejtező | Selejtező | Döntő    | Döntő    |
| Versenyző       | Versenyszám | Pontszám  | Helyezés  | Pontszám | Helyezés |
| --------------- | ----------- | --------- | --------- | -------- | -------- |
| Diogo Ganchinho | Férfi       | 69,1      | 11.       | kiesett  | kiesett  |
| Ana Rente       | Női         | 31,6      | 16.       | kiesett  | kiesett  |

## Triatlon
| Versenyző         | Versenyszám | 1,5 km úszás | 1,5 km úszás | 40 km kerékpározás | 40 km kerékpározás | 10 km futás | 10 km futás | Összesítés | Összesítés |
| Versenyző         | Versenyszám | Idő          | Hely.        | Idő                | Hely.              | Idő         | Hely.       | Idő        | Helyezés   |
| ----------------- | ----------- | ------------ | ------------ | ------------------ | ------------------ | ----------- | ----------- | ---------- | ---------- |
| Duarte Marques    | Férfi       | 18:20        | 25.          | 59:06              | 38.**              | 36:47       | 45.         | 1:55:06,57 | 45.        |
| Bruno Pais        | Férfi       | 18:28        | 42.          | 58:47              | 11.                | 32:32       | 17.         | 1:50:40,22 | 17.        |
| Vanessa Fernandes | Női         | 19:53        | 9.           | 1:04:18            | 13.*               | 34:21       | 2.          | 1:59:34,63 |            |

* - egy másik versenyzővel azonos időt ért el

** - három másik versenyzővel azonos időt ért el

## Úszás
Férfi
| Versenyző          | Versenyszám      | Előfutam | Előfutam | Előfutam | Elődöntő | Elődöntő | Elődöntő | Döntő     | Döntő    |
| Versenyző          | Versenyszám      | Idő      | Hely.    | Össz.    | Idő      | Hely.    | Össz.    | Idő       | Helyezés |
| ------------------ | ---------------- | -------- | -------- | -------- | -------- | -------- | -------- | --------- | -------- |
| Carlos Almeida     | 200 m mell       | 2:13,34  | 1.       | 32.      | kiesett  | kiesett  | kiesett  | kiesett   | kiesett  |
| Diogo Carvalho     | 200 m vegyes     | 2:00,66  | 6.       | 18.*     | kiesett  | kiesett  | kiesett  | kiesett   | kiesett  |
| Fernando Costa     | 1500 m gyors     | 15:26,21 | 6.       | 29.      |          |          |          | kiesett   | kiesett  |
| Arsenyi Lavrentyev | 10 km nyílt vízi |          |          |          |          |          |          | 2:03:39,6 | 22.      |
| Simão Morgado      | 100 m pillangó   | 52,80    | 3.       | 33.      | kiesett  | kiesett  | kiesett  | kiesett   | kiesett  |
| Pedro Oliveira     | 200 m hát        | 2:01,08  | 6.       | 28.      | kiesett  | kiesett  | kiesett  | kiesett   | kiesett  |
| Pedro Oliveira     | 200 m pillangó   | 1:57,41  | 2.       | 24.      | kiesett  | kiesett  | kiesett  | kiesett   | kiesett  |
| Tiago Venâncio     | 100 m gyors      | 50,30    | 7.       | 45.      | kiesett  | kiesett  | kiesett  | kiesett   | kiesett  |
| Tiago Venâncio     | 200 m gyors      | 1:50,24  | 8.       | 39.      | kiesett  | kiesett  | kiesett  | kiesett   | kiesett  |

Női
| Versenyző      | Versenyszám      | Előfutam | Előfutam | Előfutam | Elődöntő | Elődöntő | Elődöntő | Döntő     | Döntő    |
| Versenyző      | Versenyszám      | Idő      | Hely.    | Össz.    | Idő      | Hely.    | Össz.    | Idő       | Helyezés |
| -------------- | ---------------- | -------- | -------- | -------- | -------- | -------- | -------- | --------- | -------- |
| Diana Gomes    | 100 m mell       | 1:10,02  | 3.       | 26.      | kiesett  | kiesett  | kiesett  | kiesett   | kiesett  |
| Diana Gomes    | 200 m mell       | 2:30,18  | 5.       | 29.      | kiesett  | kiesett  | kiesett  | kiesett   | kiesett  |
| Daniela Inácio | 10 km nyílt vízi |          |          |          |          |          |          | 2:00:59,0 | 17.      |
| Sara Oliveira  | 100 m pillangó   | 59,48    | 3.       | 35.      | kiesett  | kiesett  | kiesett  | kiesett   | kiesett  |
| Sara Oliveira  | 200 m pillangó   | 1:10,14  | 3.       | 19.      | kiesett  | kiesett  | kiesett  | kiesett   | kiesett  |

* - egy másik versenyzővel azonos időt ért el

## Vitorlázás
Férfi
| Versenyző                       | Versenyszám     | Futam | Futam | Futam | Futam | Futam | Futam | Futam | Futam | Futam | Futam | Futam | Pontszám | Helyezés |
| Versenyző                       | Versenyszám     | 1     | 2     | 3     | 4     | 5     | 6     | 7     | 8     | 9     | 10    | É     | Pontszám | Helyezés |
| ------------------------------- | --------------- | ----- | ----- | ----- | ----- | ----- | ----- | ----- | ----- | ----- | ----- | ----- | -------- | -------- |
| Afonso Domingos Bernardo Santos | Csillaghajó     | 3     | 3     | 10    |       | 13    | 3     | 5     | 7     | 7     | 9     | 12    | 72       | 8.       |
| Álvaro Marinho Miguel Nunes     | 470-es osztály  | 2     | 8     | 15    | 6     | 11    | 7     | 9     | 30    | 10    | 14    | 20    | 102      | 8.       |
| Gustavo de Lima                 | Laser           | 5     | 8     | 3     | 27    | 17    | 6     | 16    | 8     | 3     |       | 5     | 76       | 4.       |
| João Rodrigues                  | Szörfvitorlázás | 18    | 10    | 10    | 8     | 14    | 16    | 9     | 3     | 13    | 19    | -     | 101      | 11.      |

Nyílt
| Versenyző                    | Versenyszám        | Futam | Futam | Futam | Futam | Futam | Futam | Futam | Futam | Futam | Futam | Futam | Futam | Futam | Pontszám | Helyezés |
| Versenyző                    | Versenyszám        | 1     | 2     | 3     | 4     | 5     | 6     | 7     | 8     | 9     | 10    | 11    | 12    | É     | Pontszám | Helyezés |
| ---------------------------- | ------------------ | ----- | ----- | ----- | ----- | ----- | ----- | ----- | ----- | ----- | ----- | ----- | ----- | ----- | -------- | -------- |
| Jorge Lima Francisco Andrade | Könnyű 49-es dingi | 12    | 5     | 7     | 11    | 4     |       | 10    | 6     | 5     | 11    | 13    | 12    | -     | 100      | 11.      |

É - éremfutam

## Vívás
Férfi
| Versenyző       | Versenyszám       | Selejtező                    | 32-es főtábla                    | Nyolcaddöntő      | Negyeddöntő       | Elődöntő          | Bronz- mérkőzés   | Döntő             | Helyezés |
| Versenyző       | Versenyszám       | Ellenfél Eredmény            | Ellenfél Eredmény                | Ellenfél Eredmény | Ellenfél Eredmény | Ellenfél Eredmény | Ellenfél Eredmény | Ellenfél Eredmény | Helyezés |
| --------------- | ----------------- | ---------------------------- | -------------------------------- | ----------------- | ----------------- | ----------------- | ----------------- | ----------------- | -------- |
| Joaquim Videira | Párbajtőr, egyéni | Dario Torrente (RSA) · 15-10 | Radosław Zawrotniak (POL) · 9-15 | kiesett           | kiesett           | kiesett           | kiesett           | kiesett           | 26.      |

Női
| Versenyző       | Versenyszám | Selejtező                | 32-es főtábla     | Nyolcaddöntő      | Negyeddöntő       | Elődöntő          | Bronz- mérkőzés   | Döntő             | Helyezés |
| Versenyző       | Versenyszám | Ellenfél Eredmény        | Ellenfél Eredmény | Ellenfél Eredmény | Ellenfél Eredmény | Ellenfél Eredmény | Ellenfél Eredmény | Ellenfél Eredmény | Helyezés |
| --------------- | ----------- | ------------------------ | ----------------- | ----------------- | ----------------- | ----------------- | ----------------- | ----------------- | -------- |
| Débora Nogueira | Tőr, egyéni | Szu Van-ven (CHN) · 4-15 | kiesett           | kiesett           | kiesett           | kiesett           | kiesett           | kiesett           | 40.      |